# Петруша Федір Андрійович
Федір Андрійович Петруша (1907, місто Кам'янське, тепер Дніпропетровської області — 10 травня 1982, місто Москва, тепер Російська Федерація) — радянський діяч, завідувач відділу ЦК КП(б)У, голова Ради народного господарства Вологодського економічного адміністративного району.

## Життєпис
Народився в робітничій родині.
У 1926—1928 роках — підручний токаря, в 1928—1929 роках — електромонтер Дніпровського металургійного заводу імені Дзержинського міста Кам'янське.
У 1929—1934 роках — студент Дніпропетровського металургійного інституту імені Сталіна, здобув спеціальність інженера-електрометалурга.
Член ВКП(б) з 1932 року.
У 1934—1935 роках — інженер-дослідник, керівник мартенівської групи відділу організації праці Дніпровського металургійного заводу імені Дзержинського міста Кам'янське.
У 1935 році — в Червоній армії. Служив курсантом-однорічником 137-го артилерійського полку Резерву Головного Командування в місті Чугуєві Харківської області.
У 1935—1937 роках — старший інженер мартенівської групи технічного відділу, в 1937 році — начальник зміни мартенівського цеху № 3, у 1937—1938 роках — начальник мартенівського цеху, в 1938—1939 роках — начальник лабораторно-дослідницького цеху Дніпровського металургійного заводу імені Дзержинського міста Дніпродзержинська.
У 1939—1941 роках — партійний організатор (парторг) ЦК ВКП(б) Дніпровського металургійного заводу імені Дзержинського міста Дніпродзержинська. Одночасно в 1939—1941 роках — 1-й секретар Заводського районного комітету КП(б)У Дніпровського металургійного заводу імені Дзержинського міста Дніпродзержинська.
У 1941—1942 роках — 2-й секретар Сталінського районного комітету ВКП(б) міста Магнітогорська Челябінської області.
У 1942—1946 роках — партійний організатор (парторг) ЦК ВКП(б) Магнітогорського металургійного комбінату імені Сталіна міста Магнітогорська Челябінської області.
До грудня 1946 року — в розпорядженні Дніпропетровського обласного комітету КП(б)У.
У грудні 1946 — жовтні 1947 року — 1-й секретар Амур-Нижньодніпровського районного комітету КП(б)У міста Дніпропетровська.
У жовтні 1947 — листопаді 1948 року — завідувач відділу металургійної промисловості ЦК КП(б)У.
У листопаді 1948 — червні 1950 року — заступник завідувача відділу важкої промисловості ЦК КП(б)У.
До червня 1957 року — заступник міністра чорної металургії СРСР.
1 червня 1957 — грудень 1961 року — голова Ради народного господарства Вологодського економічного адміністративного району РРФСР.
На 1972 рік — заступник начальника управління «Важпромекспорт» Міністерства зовнішньої торгівлі СРСР у Москві.
Потім — персональний пенсіонер у Москві.
Помер 10 травня 1982 року в Москві.

## Звання
- батальйонний комісар

## Нагороди
- три ордени Трудового Червоного Прапора (15.01.1943, 23.01.1948)
- орден Червоної Зірки
- медаль «За доблесну працю у Великій Вітчизняній війні 1941—1945 рр.» (1945)
- медалі